# Bohumila Valášková
Bohumila Valášková (rodným jménem Lukešová; 30. května 1923, Kvasice – 3. září 2005, Ostrava) byla česká volejbalistka, která reprezentovala Československo. S jeho ženskou reprezentací získala zlatou medaili na mistrovství Evropy v roce 1955. Má též stříbro z evropského šampionátu v roce 1949 a bronz z mistrovství světa v roce 1952. Zúčastnila se také MS 1956 (4. místo). Za národní tým nastupovala v letech 1948–1956. V roce 2001 byla zvolena druhou nejlepší českou volejbalistkou 20. století. Hrála za kluby Sokola Radvanice a Slezská Ostrava (během jejího působení klub nesl názvy SK Slezská Ostrava, Sokol Slezská Ostrava, Sokol Jáma Trojice, Sokol OKD, Baník Ostrava, Slovan Ostrava a Tatran Ostrava). V Ostravě získala čtyři tituly mistryně Československa (1948, 1951, 1952, 1953). Její manžel Josef Valášek byl rovněž československým volejbalovým reprezentantem. Vystudovala učitelský ústav v Ostravě a učitelskému povolání se věnovala až do odchodu do důchodu.